# Cylindrothecium
Cylindrothecium là một chi rêu trong họ Entodontaceae.